# Miracle (ciruela)
Miracle es una variedad cultivar de ciruelo (Prunus salicina), de las denominadas ciruelas japonesas (aunque las ciruelas japonesas en realidad se originaron en China, fueron llevadas a los EE. UU. a través de Japón en el siglo XIX).
Una variedad que crio y desarrolló a finales del siglo XIX Luther Burbank en Santa Rosa (California), siendo un híbrido resultado del cruce de Prunus salicina X Prunus domestica. 
Las frutas tienen una pulpa de color amarilla por dentro, rojiza por fuera, con textura semi-firme o blanda, suave, sabor dulce, jugosa, típico de las denominadas ciruelas japonesas, el hueso se presenta solamente la semilla sin el envoltorio de hueso duro. Tolera las zonas de rusticidad según el departamento USDA, de nivel 5 a 9.

## Historia
'Miracle' variedad de ciruela, de las denominadas ciruelas japonesas con base de Prunus salicina, que fue desarrollada y cultivada por primera vez en el jardín del famoso horticultor Luther Burbank en Santa Rosa (California) mediante una hibridación de Prunus salicina como Parental-Madre x  polen de Prunus domestica como Parental-Padre. Burbank realizaba investigaciones en su jardín personal y era considerado un artista del fitomejoramiento, que intentaba muchos cruces diferentes mientras registraba poca información sobre cada experimento.
Las ciruelas 'Miracle' se desarrollaron a finales del siglo XIX en Santa Rosa, una ciudad en el condado de Sonoma en el norte de California. Alrededor de 1887, Luther Burbank importó de un vivero francés un árbol de ciruela "Prunier San Noyeau" o "ciruela sin hueso" conocida como una curiosidad en Europa durante al menos tres siglos. Con esta fruta cruzó varias de las mejores variedades europeas, produciendo híbridos que fructificaron por primera vez en 1893. Aunque había varias frutas sin hueso en este lote, ninguna tenía valor y no fue hasta 1899 que apareció una digna de consideración. En esta plántula, desarrollada a partir del polen de 'd'Agen', el hueso está representado por una escama pequeña y dura cerca de la base de la semilla. Burbank vendió la nueva ciruela en 1903 al vivero "Oregon Nursery Company", quien la introdujo en los circuitos comerciales en 1906.
Está descrita por: 1. Rural N. Y. 62:594. 1903. 2. W. N. Y. Hort. Soc. Rpt. 25. 1904. 3. Rural N. Y. 64:280. 1905. 4. Oregon Nur. Cat, 4. 1906. 5. DeVries Pl. Br. 228. 1907.

## Características
'Miracle' árbol algo enano, que produce una copa redondeada, compacta, muy productiva. Flor delgada, blanca, abundantes, en su polinización, mejora con buenos polinizadores tal como 'Golden Japan', 'Friar', 'Santa Rosa' y 'Laroda', que tiene un tiempo de floración que comienza a partir del 18 de abril con el 10% de floración, para el 21 de abril tiene una floración completa (80%), y para el 8 de mayo tiene un 90% de caída de pétalos.
'Miracle' tiene una talla de fruto grande (más grande que 'd'Agen'), de forma oblongo, ligeramente asimétrico; epidermis tiene una piel firme con un color rojizo oscuro o casi negro, sutura poco profunda, y ápice puntiagudo, cavidad medianamente poco profunda, abruptamente redondeada; pulpa de color amarilla por dentro, rojiza por fuera, con textura semi-firme o blanda, suave, sabor dulce, jugosa.
Hueso en el que falta la corteza dura, el grano yaciendo desnudo en la carne.
Su tiempo de recogida de cosecha se inicia en su maduración de segunda decena de julio. Las ciruelas 'Miracle' son blandas cuando están maduras y pueden magullarse fácilmente.

## Usos
Las ciruelas 'Miracle' son buenas en fresco para comer directamente del árbol, calidad de primera, también muy buenas en postres de cocina como tartas y pasteles, y se  utilizan comúnmente para hacer conservas y mermeladas.

## Cultivo
Aunque hace más de una década que 'Miracle' se ofreció a los fruticultores, ha avanzado poco en popularidad y es de interés principalmente por su cultivo.